# Holoarctia hnatecki
Holoarctia hnatecki là một loài bướm đêm thuộc phân họ Arctiinae, họ Erebidae.